# Commercial paper
Een commercial paper is een verhandelbare schuldbekentenis (lening) die is uitgegeven door een bedrijf of een andere niet-kredietinstelling. Het betreft een schuldpositie die het bedrijf aangaat met een bank of een andere financiële instantie, zonder zekerheden tegenover te stellen. Het bedrijf zal wel een goed track-record moeten hebben, wil het een commercial paper kunnen uitgeven. Een commercial paper is voor een bedrijf een relatief goedkope wijze om in de benodigde liquiditeiten te voorzien.
De looptijd van het commercial paper, dat met name bedoeld is om tijdelijke liquiditeitstekorten op te vullen, is gewoonlijk korter dan twee jaar, over het algemeen tussen een en zes maanden.
Commercial paper wordt in grote coupures (niet kleiner dan EUR 500.000) uitgegeven en is met name bedoeld om te worden geplaatst bij professionele beleggers (institutionele beleggers en banken).